# Novartis
Novartis International AG är ett schweiziskt läkemedelsbolag, som utvecklar-, tillverkar- och marknadsför originalläkemedel, generiska läkemedel och biosimilarer. Det är ett av världens största läkemedelsföretag efter omsättning, med en omsättning på omkring  50 miljarder US dollar 2017.
Bolaget bildades 1996 genom en fusion mellan de schweiziska företagen Ciba-Geigy AG och Sandoz Pharmaceuticals.

## Novartis Sverige
Dotterbolaget Novartis Sverige AB, med huvudkontor i Kista i Stockholm, har en omsättning på knappt två miljarder SEK och har 202 anställda.